# Biblioteca Central de València
La Biblioteca Central de València és un centre municipal ubicat a la plaça de Magúncia, València, a prop del parc de l'Oest. És dedicada a la conservació i préstec de llibres i altres materials de documentació. La biblioteca és pública, de caràcter general, amb una especial atenció als temes valencians.
En l'actualitat és un centre de comunicació dirigit a tots els ciutadans i investigadors nacionals i estrangers. En constant evolució, dia a dia vol oferir un millor servei als ciutadans adaptant-se als nous reptes de la societat de la informació.